# فیرا نوا (پرنامبوکو)

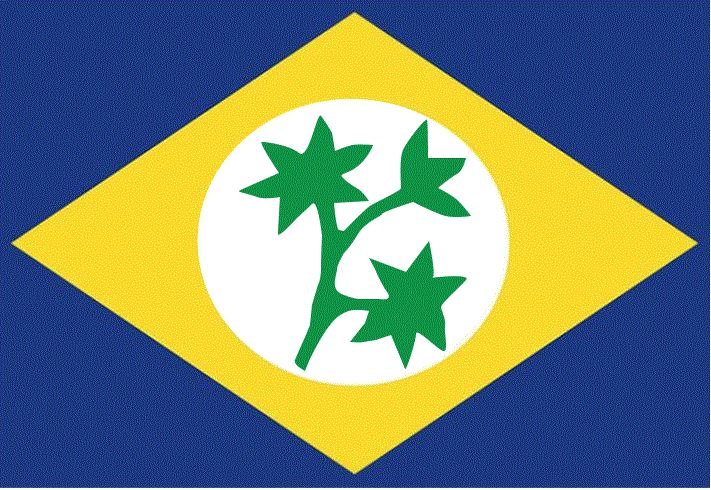
پرچم فیرا نوا

فیرا نوا (به پرتغالی: Feira Nova) یک منطقهٔ مسکونی در برزیل است که در پرنامبوکو واقع شده‌است. فیرا نوا ۱۰۷٫۷۵ کیلومتر مربع مساحت و ۲۲٬۲۴۷ نفر جمعیت دارد و ۱۵۴ متر بالاتر از سطح دریا واقع شده‌است.